# Emilio Quiroga Losada
Emilio Quiroga Losada (Pontevedra, 9 de enero de 1894-ibidem, 19 de octubre de 1974), fue un arquitecto español que trabajó principalmente en Pontevedra y en otras localidades de Galicia.

## Biografía
Hijo de José Quiroga Hermida y de Pilar Losada Vázquez, tuvo cuatro hermanos, entre los que destacó el violinista Manuel Quiroga Losada.
Estudió arquitectura en la Escuela Técnica Superior de Arquitectura de Madrid, finalizando en junio de 1931, año en el que  regresó a su ciudad natal al obtener por concurso el puesto de arquitecto municipal. Formó parte de la Comisión Provincial de Monumentos con el arquitecto Juan Argenti Navajas.
En 1932 reformó los antiguos aseos públicos subterráneos anexos a la Casa consistorial de Pontevedra en la Plaza de España. En 1934 diseñó el edificio de la Junta de Protección de Menores en la carretera de Vigo y en 1939 los jardines de Casto Sampedro.
En 1943 proyectó la casa de Valentín Muiños, frente a Villa Pilar haciendo esquina con General Gutiérrez Mellado y Marqués de Riestra, en su momento el edificio más alto de la ciudad.
También son obras suyas el edificio de la Caja de Ahorros Provincial de Pontevedra inaugurado en 1948 y en 1945 el nuevo mercado de Abastos de Pontevedra en el centro histórico de la ciudad.
Fue autor, en 1960  del «Cine Lalín», en Lalín, edificio funcional de estética racionalista. En 1961 realizó junto al arquitecto Alfonso Barreiro Buján el Edificio Las Torres en Pontevedra y en 1965 el Estadio de Pasarón. En 1965 también construyó junto con los arquitectos Ramón Vázquez Molezún y José de la Mata Gorostiaga la sede del Banco del Noroeste en La Coruña.
Además de arquitecto fue intérprete de violonchelo, que tocaba en la Orquesta de Cámara de Pontevedra. Era miembro activo de la Sociedad Filarmónica de Pontevedra y miembro del patronato del Museo de Pontevedra.
Falleció en Pontevedra el 19 de octubre de 1974 a los ochenta años de edad.

## Galería de imágenes

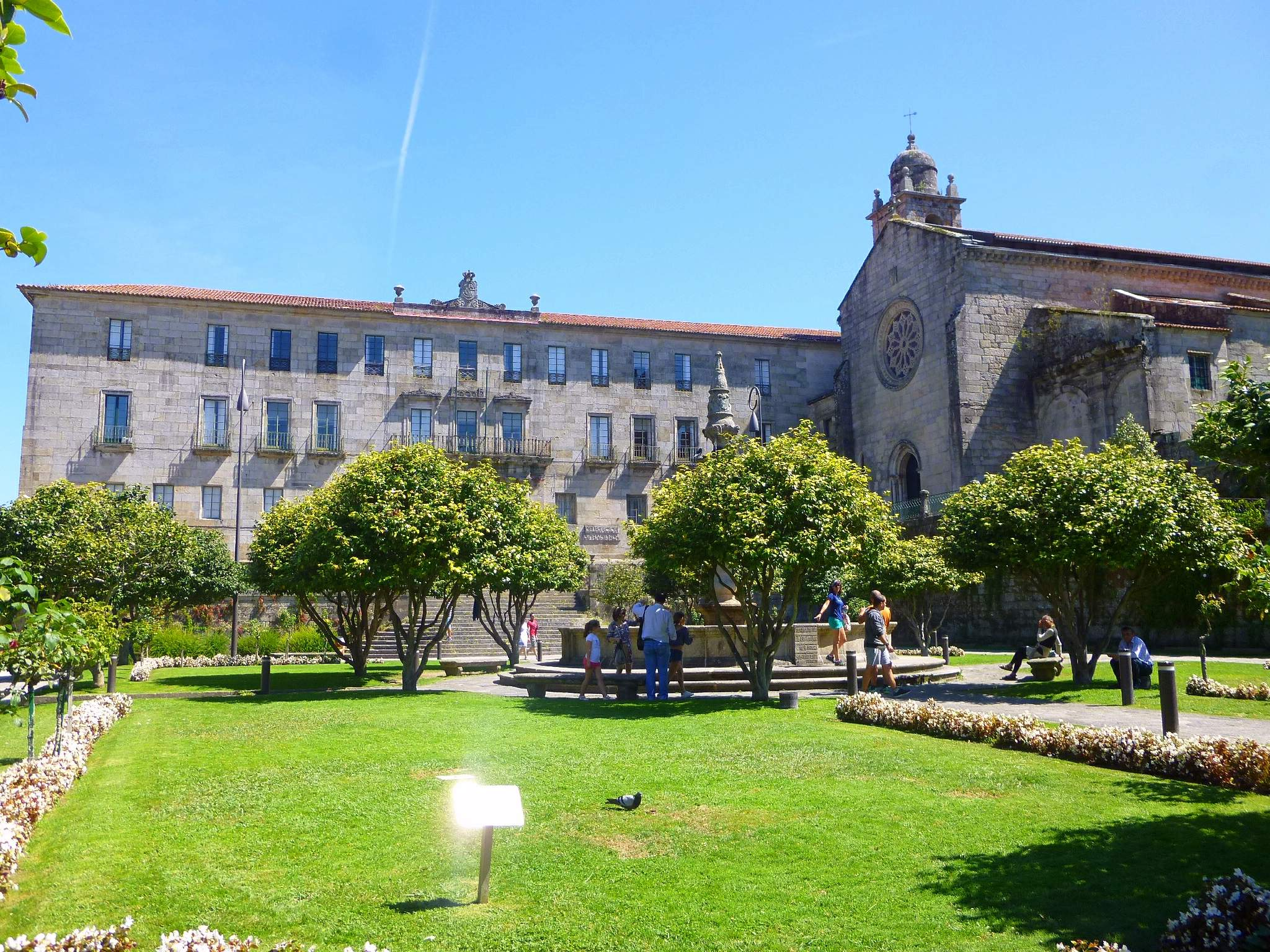
Jardines de Casto Sampedro.
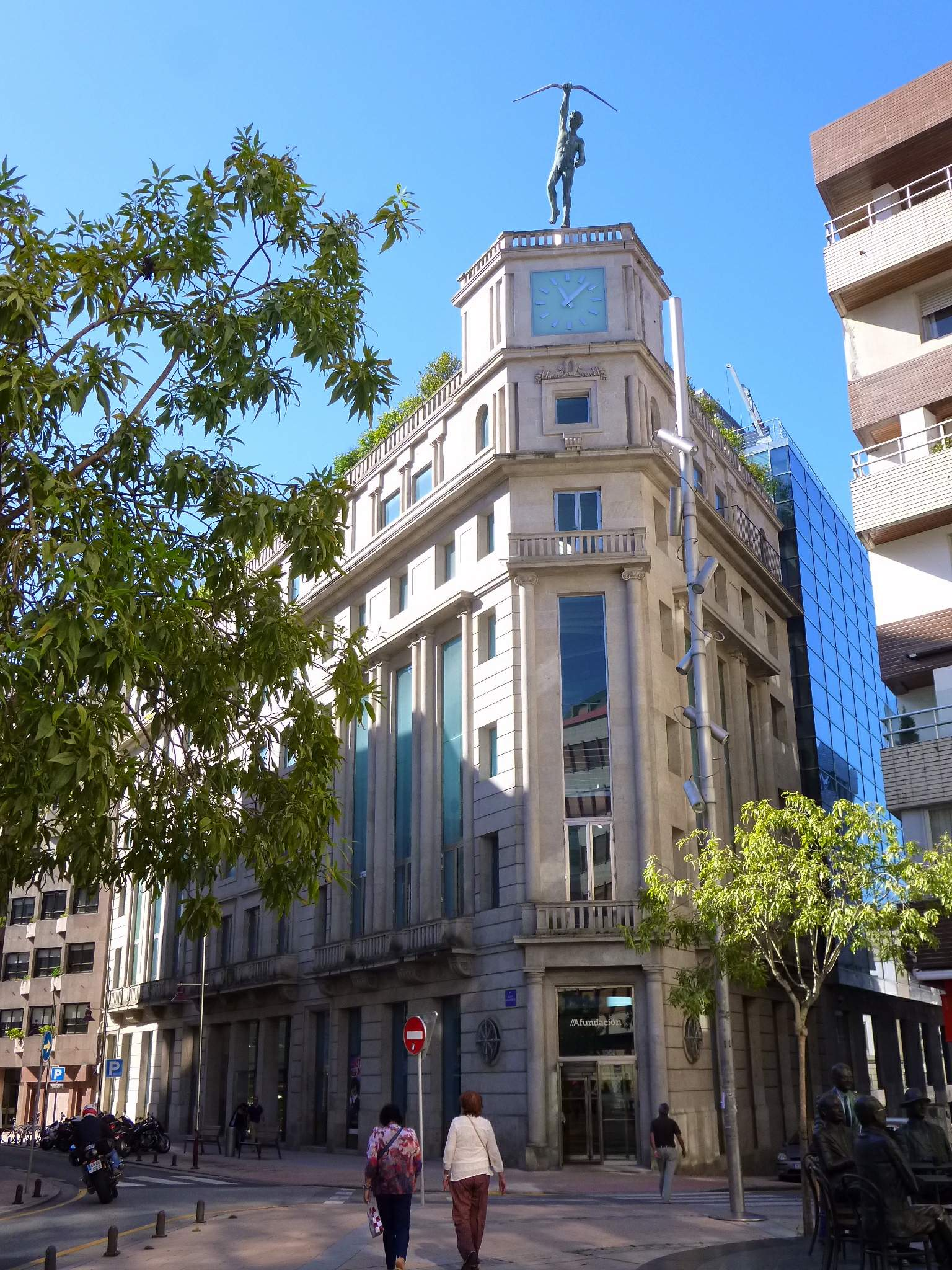
Sede de la antigua Caja de Ahorros Provincial de Pontevedra.
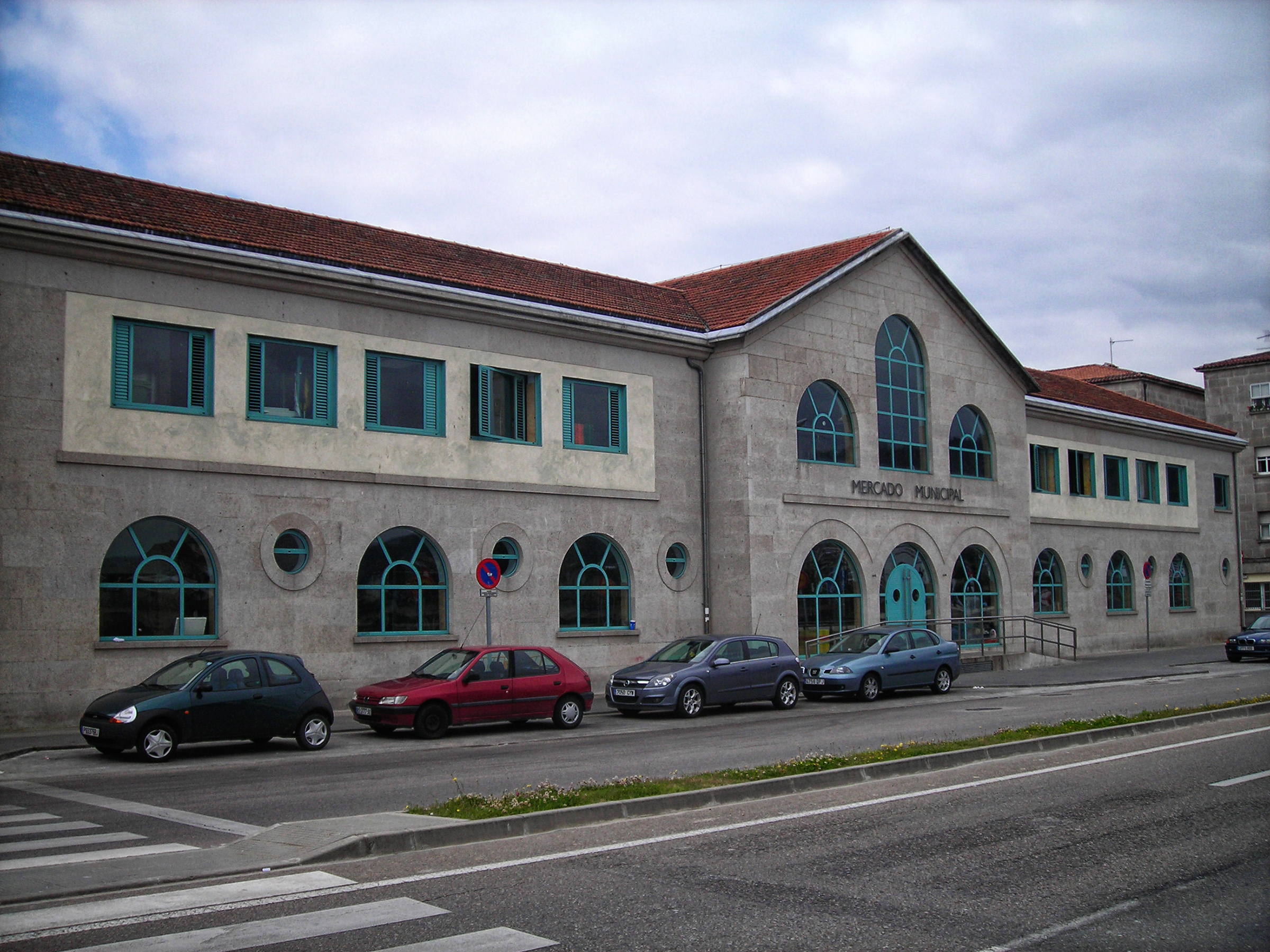
Mercado de Abastos de Pontevedra
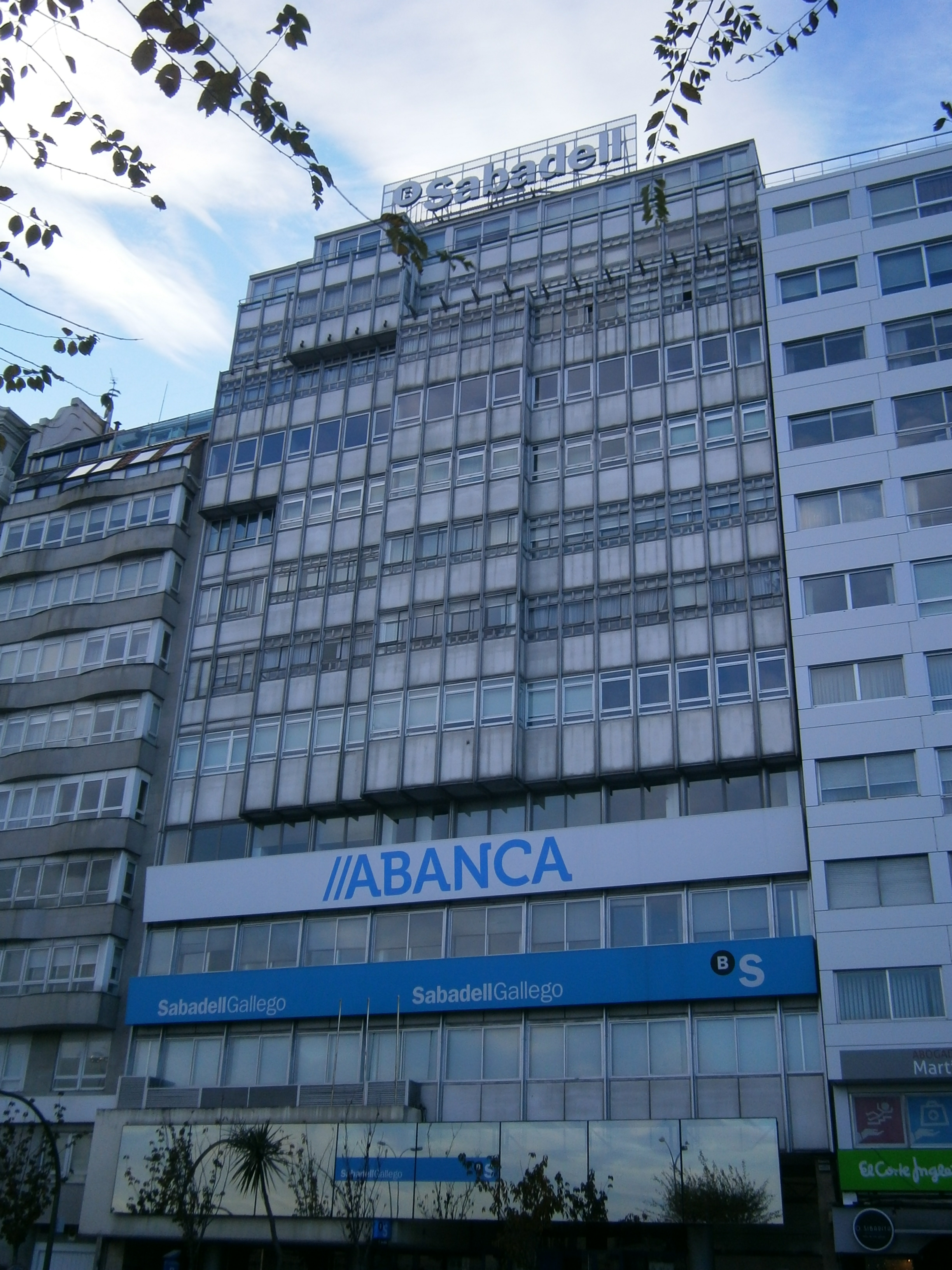
Sede del antiguo Banco del Noroeste en La Coruña
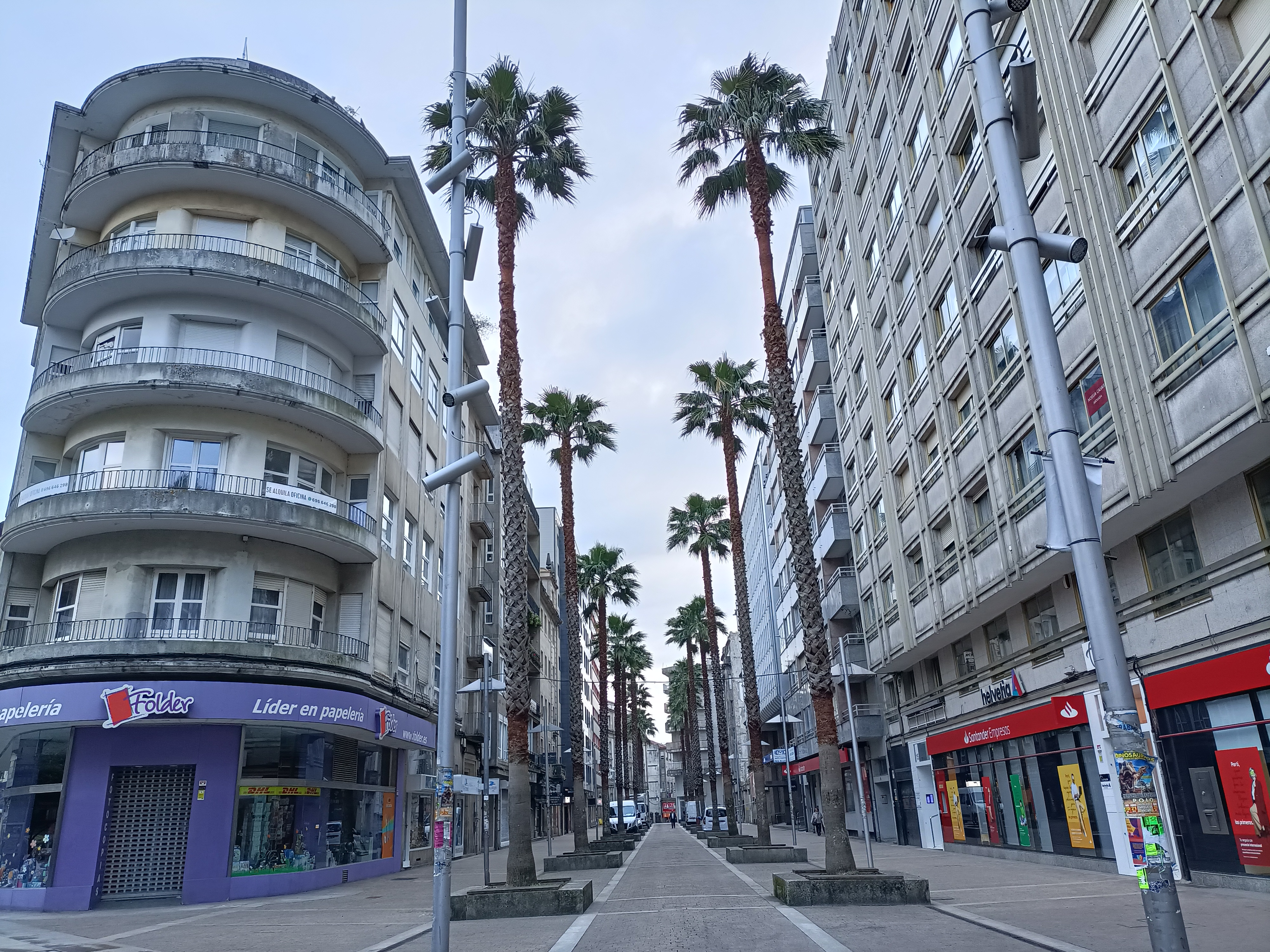
Calle General Gutiérrez Mellado en Pontevedra, con el edificio de 1943 para Valentín Muiños a la izquierda en primer plano
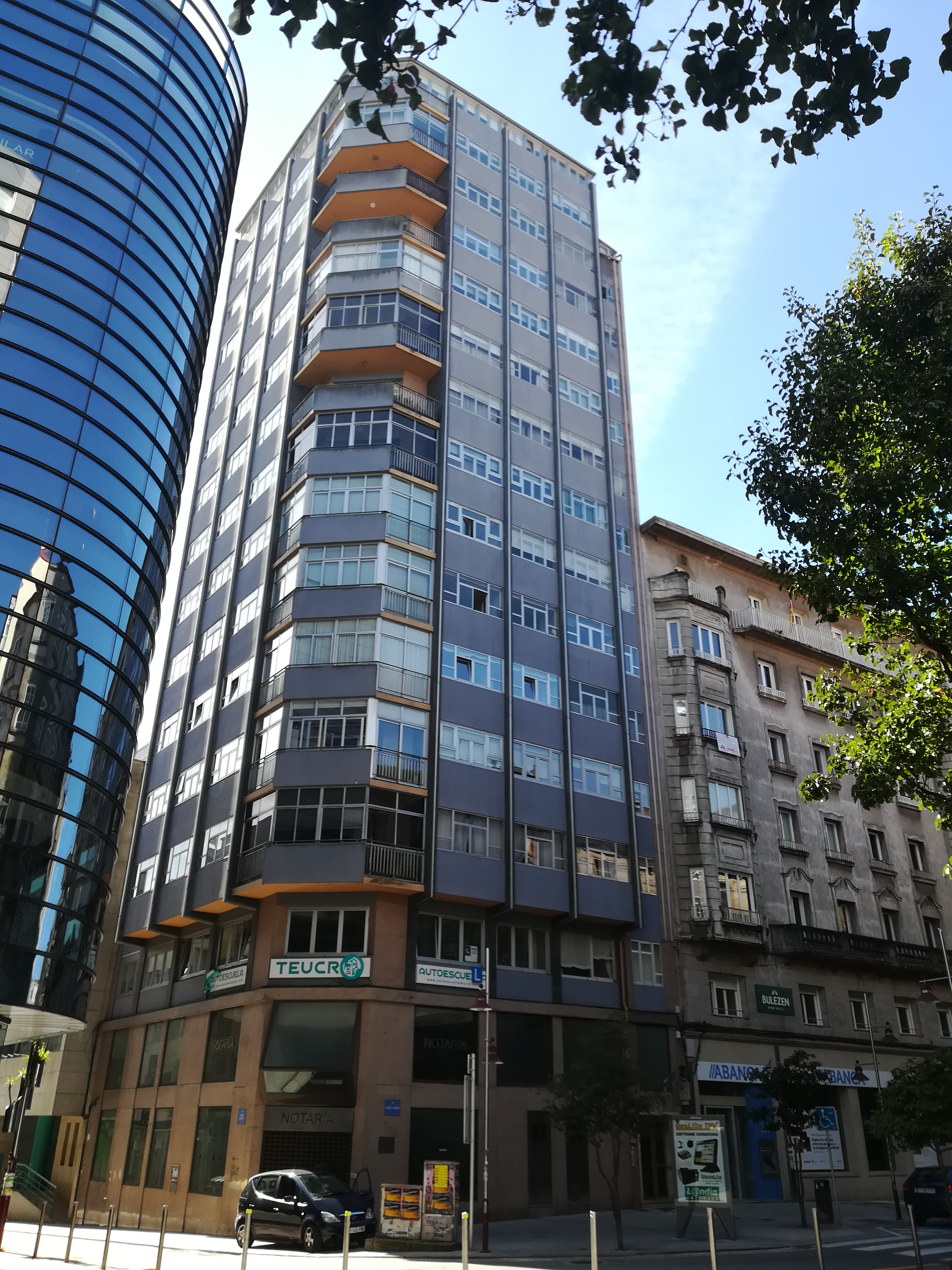
Edificio Las Torres en Pontevedra